# ColorSync
ColorSync（カラーシンク）は、Appleが開発したmacOS用のカラーマネージメントシステムである。

## バージョン履歴
Appleは、Mac専用アーキテクチャとしてColorSyncのオリジナル1.0バージョンを開発し、1993年にオペレーティングシステムのリリースになった。同年、Appleはクロスプラットフォームのプロファイル形式を開発するためにInternational Color Consortium (ICC)を共同設立した。これはColorSync2.0の一部になった。システムのカラー管理モジュール(CMM)は、Linotype-Hell AG (現在はHeidelberger Druckmaschinen AGの一部)によって開発された「LinoColorCMM」であった。同じCMMが、「イメージ カラー マネージメント」(ICM)のルーブリックに基づいてWindows 2000およびWindows XPで使用された。Appleは、Adobeの協力を得て、ColorSync 2.0 とそのSDK をMicrosoft Windowsに移植した。ColorSync 3.0では、当初予定されていたWindows版は廃止された。ColorSync 4.0 は、Mac OS X 10.1で導入された最新バージョン。

## 概要
人間の色の知覚は非常に複雑かつ微妙なプロセスであり、デバイスごとに表示できる色域や色の範囲が大きく異なる。これらの問題に対処するために、ColorSync はカラー マッチングを行うためのいくつかの異なる方法を提供する。たとえば、知覚的マッチングでは、たとえ出力先デバイスの色域内に収まるようにすべての色を体系的に歪ませる必要がある場合でも、色の間の相対的な関係をできるだけ厳密に保存しようとする。人間の目は絶対的な色よりも色の違いに敏感であるため、この方法は多くの一般的な用途において、主観的に見て最も見栄えの良い結果を生み出す傾向があるが、場合によっては他の方法の方が効果的である場合もある。

## プロファイルと色空間
ICC システムの規定に従って、ColorSync のプロファイル接続スペースはCIE XYZ カラー スペース。すべての画像入出力デバイス (スキャナ、プリンタ、ディスプレイ) は、その色情報がこの基準色空間に対してどのように解釈されるかを定義するICC プロファイルを提供することによって特徴付けられる必要がある。このプロファイルはデバイスの製造元によって提供される場合があるが、より質の高い結果を得るために、比色計を使用してデバイス上で実際の測定を実行することによって生成される場合がある。したがって、画像がスキャナーでスキャンされると、画像ファイルには、その色情報の意味を特徴付けるスキャナーのプロファイルのコピーが含まれる。次に、画像が出力デバイスに送信される前に、マッチングプロセスにより、レンダリング時のカラー情報がソース プロファイル(画像に添付されている)から宛先プロファイル(出力デバイスに添付されている)に変換される。結果として得られる色は、元の画像にできる限り近づけて印刷または表示される。